# Anisopappus buchwaldii
Anisopappus buchwaldii es una especie de planta floral perteneciente al género Anisopappus, categorizada en la tribu Athroismeae, de la subfamilia Asteroideae. Fue descrita por (O.Hoffm.) Wild.
Fue publicada en Kirkia 4: 60 (1964). Especie nativa de Angola, Kenia, Madagascar, Malaui, Tanzania, Zambia y Zimbabue  que crece en el bioma tropical.